# Eleutherodactylus neiba
Eleutherodactylus neiba é uma espécie de anfíbio anuro da família Eleutherodactylidae. Está presente na República Dominicana. A UICN classificou-a como em perigo de extinção.